# Hizb al-Tahrir
Hizb al-Tahrir (in arabo ﺣﺰﺐ ﺍﻟﺘﺤﺮﻳﺮ‎?, Ḥizb al-taḥrīr, ossia "Partito della liberazione", talora scritto Hizb ut-Tahrir) è un'organizzazione politica internazionale pan-islamica e fondamentalista, il cui obiettivo è quello di ristabilire un califfato islamico che unisca tutta la comunità musulmana nella cosiddetta Umma e che implementi la shari'a.
È presente soprattutto nel Regno Unito e in Uzbekistan. Il movimento ha la sua base tra gli immigrati di seconda generazione di religione islamica, favorevoli al califfato. Molti ʿulamāʾ e vari autori moderni hanno scritto molto sulle condizioni necessarie per poter essere un califfo. Esistono diverse teorie che elencano le condizioni "necessarie ma non sufficienti" per ricoprire la suprema magistratura del mondo islamico sunnita, tra cui quella esposta da al-Mawardi nel suo Aḥkām al-sulṭaniyya (Le fondamenta del potere).